# Mycène incliné
Mycena inclinata
Espèce
Mycena inclinata est une espèce de champignons agaricomycètes de la famille des Mycenaceae et du genre Mycena.
Son chapeau présente une forme convexe campanulée, avec des marges dentelées/striées, et il est de couleur gris marron. Sa taille varie de 2 à 5 cm. Attention toutefois à ne pas confondre ce champignon avec son proche parent, le mycène en casque.
La période de cueillette idéale pour ce champignon commence avec l'automne et se finit avec l'arrivée des premières gelées.